# والتر هارتمان هودج
والتر هارتمان هودج (بالإنجليزية: Walter Hartman Hodge)‏ (و. – 1975 م) هو محام، وقاض من الولايات المتحدة الأمريكية .